# 仓颉墓与庙
35°22′16″N 109°41′30″E / 35.37111°N 109.69167°E
仓颉墓与庙位于中国陕西省渭南市白水县史官镇杨武村，2001年被列为第五批全国重点文物保护单位。
仓颉墓与庙始建年代不详，传说汉代已有墓冢，宋代曾对墓庙维修，明清多次维修。建筑群坐北朝南，前庙后墓，中轴线上依次为照壁、山门、献殿、正殿、寝殿、墓园，两侧有戏楼、厢房、钟鼓楼。正殿面阔五间，进深三间，硬山顶。寝殿为主体建筑，面阔五间，具有元代建筑风格。